# Václav A. Černý
Václav A. Černý (27. května 1931 Praha – 21. ledna 2017 tamtéž) byl český lingvista, specializující se především na kavkazské jazyky a překladatel. V roce 2015 obdržel Řád cti za celoživotní zásluhy o reprezentaci gruzínské literatury a kultury.

## Život a dílo
Roku 1954 ukončil studium perštiny a arménštiny na Univerzitě Karlově.
K jeho velikým záslužným počinům na poli lingvistickém patří ojedinělá učebnice Základy gruzínštiny (Academia, 1976), nebo kandidátská disertační práce Vybrané kapitoly z čerkeské syntaxe (Praha, 1963).

### Překlady
Jeho hlavním překladatelským přínosem jsou jeho české překlady z gruzínštiny. V menší míře překlady z angličtiny, arménštiny a němčiny.